# Empoasca armara
Empoasca armara är en insektsart som beskrevs av Langlitz 1964. Empoasca armara ingår i släktet Empoasca och familjen dvärgstritar. Inga underarter finns listade i Catalogue of Life.